# Топі (серіал)
«Топі» — російський містичний серіал, знятий за сценарієм Дмитра Глуховського. Прем'єра відбулася 28 січня 2021 року.

## Сюжет
У центрі сюжету перебувають москвичі, які тікають від своїх проблем до віддаленого монастиря, розташованого неподалік від села Топі в Архангельській області. Всього їх пятеро: успішний айтівець Денис, що помирає від раку;   журналіст Максим, що працює на провладну пропагандистську пресу; колишня самогубця Катерина, чеченка Еліна, що переховується від нареченого-тирана; та Софія, дівчина з дуже релігійної родини. Після прибуття герої виявляють, що монастир давно покинуто, місцеві жителі ведуть себе вкрай дивно, а вночі зникає Катерина. Вирішивши залишитися в селі, москвичі вдаються до пошуків зниклої безвісти дівчини та всебічного розслідування, утім відрізнити галюцинацію від реальності або ж утекти з Топів стає дедалі важче...

## У ролях
- Іван Янковський — Денис
- Тихон Жизневський — Макс
- Анастасія Крилова — Соня
- Катерина Шпиця — Катя
- Софія Володчинська — Еля
- Марина Васильєва — Ліза
- Максим Суханов — Господар

## Виробництво і прем'єра
Сценарій для серіалу написав Дмитро Глухівський, який на своїй сторінці в Instagram охарактеризував «Топі» як «божевільний бед трип трилер».
Прем'єра серіалу відбулася 28 січня 2021 року. «Топі» заздалегідь внесли в число найочікуваніших серіалів року.
Серіал знято в Білорусі на натурному майданчику кіностудії «Білорусьфільм» поблизу села Кам'янка Смолевичського району Мінської области. Герої проїжджають селище Мудьюга в Архангельській області, а от села Топі на карті Росії взагалі немає.
Саундтрек до серіалу написав дует АИГЕЛ.